# Cristóbal Rojas de Spinola
Cristóbal Rojas de Spinola fue un diplomático franciscano español y obispo de Wiener-Neustadt nacido de una familia noble española, cerca de Roermond en Gelderland en 1626; murió en Wiener-Neustadt, el 12 de marzo de 1695.

## Vida
Educado en Colonia, ingresó en la Orden Franciscana allí y durante algún tiempo enseñó filosofía y teología. Al ir a España, fue nombrado provincial de su orden, y en 1661 acompañó a Margarita Teresa de España, la primera esposa del emperador Leopoldo I, a Viena, donde se convirtió en uno de los diplomáticos influyentes del emperador.
Fue nombrado obispo titular de Knin, en Dalmacia, en 1668 y obispo de Wiener-Neustadt el 19 de enero de 1686. En sus esfuerzos por lograr una reunión entre los protestantes y la Iglesia católica contó con el apoyo de Leopoldo I. Sus negociaciones con teólogos protestantes reconocidos, como Molanus, Callistus, Leibniz, etc y varios tribunales protestantes, especialmente el de Hannover y Brandeburgo, fueron alentados por el Papa Inocencio XI, y en 1683 llevaron a una conferencia de teólogos protestantes en Hannover a quienes Spinola presentó su plan de reunión, Regulae circa Christianorum, omnium ecclesiasticum reunionem . El plan aparentemente fue aprobado por los teólogos protestantes, pero la influencia francesa y las concesiones de Spinola indujeron a Inocencio XI a no tomar ninguna medida. Los teólogos de Helmstedt, representados por Gerhard Wolter Molanus (1633-1722), presentaron al mismo tiempo su Methodus reducendae unionis. Las discusiones fueron aprobadas por el Papa y el emperador, pero no tenían un sentimiento popular detrás de ellas, y aunque las negociaciones se continuaron durante diez años, especialmente entre Molanus por un lado y Bossuet por el otro, no se llegó a ningún acuerdo, para los protestantes. No podía aceptar el Concilio de Trento como autoritario ni renunciar al asunto de la comunión bajo ambas especies.
El 20 de marzo de 1691, el emperador nombró a Spinola comisario general del movimiento para la reunión eclesiástica en Austria-Hungría. Las concesiones que ahora hizo a los protestantes de Austria-Hungría, como la comunión bajo ambas especies, la libertad de los sacerdotes para casarse, la misa en idioma alemán y la suspensión de los decretos tridentinos hasta que se celebrara un nuevo concilio, fueron rechazadas por Roma. 